# Toni Erdmann
Toni Erdmann je avstrijsko-nemški komično-dramski film iz leta 2016, ki ga režirala, zanj napisala scenarij in koproducirala Maren Ade. V glavnih vlogah nastopajo Peter Simonischek, Sandra Hüller, Ingrid Bisu, Michael Wittenborn, Thomas Loibl, Trystan Pütter, Hadewych Minis, Lucy Russell, Vlad Ivanov in Victoria Cocias. Zgodba prikazuje praktičnega šaljivca in očeta Winfrieda (Simonischek), ki se poskuša ponovno povezati s svojo delavno hčerko Ines (Hüller) tako, da ustvari alter ego in se izdaja za življenjskega trenerja njenega šefa. 
Film je bil premierno prikazan 14. maja 2016 na Filmskem festivalu v Cannesu, kjer je osvojil nagrado Mednarodnega združenja filmskih kritikov in bil nominiran za zlato palmo. V nemških kinematografih so ga začelo predvajati 14. julija in ogledalo si ga je več kot 752.000 gledalcev, v avstrijskih pa dan za tem. Revija Sight & Sound Britanskega filmskega inštituta in več drugih filmskih revij ga je izbralo za film leta. Osvojil je pet evropskih filmskih nagrad, za najboljši film, kar je bila prva tovrstna nagrada za režiserko, režijo, scenarij, igralca (Simonischek) in igralko (Hüller). Osvojil je tudi nagrado Lux Evropskega parlamenta. Izbran je bil za nemškega kandidata za oskarja za najboljši tujejezični film na 89. podelitvi oskarjev in bil v tej kategoriji nominiran za oskarja.

## Vloge
- Peter Simonischek kot Winfried Conradi / Toni Erdmann
- Sandra Hüller kot Ines Conradi
- Ingrid Bisu kot Anca
- Lucy Russell kot Steph
- Michael Wittenborn kot Henneberg
- Thomas Loibl kot Gerald
- Trystan Pütter kot Tim
- Hadewych Minis kot Tatjana
- Vlad Ivanov kot Iliescu
- Victoria Cocias kot Flavia
- Ingrid Burkhard kot babica Annegret